# Emeraude Toubia
Emeraude Toubia 
(Montreal, 1 de março de 1989) é uma atriz americana nascida no Canadá, mais conhecida por interpretar Isabelle Lightwood na série de televisão Shadowhunters.

## Biografia
Toubia nasceu na cidade de Montreal no Canadá, mas foi criada em Brownsville, Texas sendo filha única de uma mãe mexicana e um pai libanês. Quando discutido sobre sua nacionalidade e origem, Toubia declarou: "Estou tão orgulhosa de onde eu venho. Minha mãe é mexicana, meu pai é libanês e eu sou americana, e eu acho que isso é o que significa ser uma americana".
Quando criança, ela se formou profissionalmente no ballet clássico, flamenco, dança do ventre e dança lírica. Toubia participou da Homer Hanna High School em Brownsville para os seus estudos secundários. Em 2010, Toubia mudou-se para a cidade de Miami, onde ela residiu até se mudar para a cidade de Los Angeles em 2015. 

## Carreira

### Como miss e modelo
Desde os seus quinze anos, Toubia tinha competido em vários concursos de beleza; ela foi coroada Miss South Texas, Senhorita Rio Grande Valley América e Miss Teen Brownsville. Toubia tornou-se bastante conhecida em 2008, quando foi selecionada para participar da segunda temporada da série Nuestra Belleza Latina do canal Univision, onde os participantes foram treinados rigorosamente para suas apresentações de dança e outras atividades. Toubia foi eleita vice-campeã na época. Desde então, ela tem sido destaque em propagandas para marcas como Maybelline, JC Penney, Sony, Garnier, e AT&T. Em 2009, ela se juntou a segunda temporada de Model Latina, terminando em quinto lugar. Ela foi, então, semifinalista na Miss Texas USA 2010.

### Como apresentadora
De 2011 a 2013, Toubia trabalhou no canal espanhol NBC Universo como apresentadora musical e de entretenimento, dentre eles estão The Arena, 18 & Over, e mun2POP. Ela co-organizou o tapete vermelho Mun2 especial para o Billboard Latin Music Awards 2013.

### Como atriz
Em 2013, Toubia fez a sua estreia como atriz convidada para o papel de Elizabeth na telenovela 11-11: En mi cuadra nada cuadra do canal latino-americano Nickelodeon, para o qual ela foi treinada pela atriz mexicana Adriana Barraza, indicada ao Oscar 2007. Em 2014, ela apareceu como Dulce Rincón na telenovela Cosita Linda no canal Venevisión da Venezuela. No ano seguinte, Toubia interpretou Stephanie "Stefi" Karam na telenovela Voltea pa' que te enamores, produzida e transmitida pela Venevisión e Univision.
Em 2015, Toubia foi escalada para interpretar a caçadora Isabelle Lightwood na série Shadowhunters, baseada na série literária Os Instrumentos Mortais - Cidade das Cinzas, série de livros da escritora Cassandra Clare. O primeiro episódio estreou em 12 de janeiro de 2016.
Também em Janeiro de 2016, apareceu ao lado de Prince Royce em seu vídeo-clipe musical "Culpa al Corazón", disponível no YouTube. Em 2019, Emeraude está no elenco do filme Love In The Sun, exibido na Hallmark Channel.
Em 2021, aparece no elenco do filme para televisão Holiday in Santa Fe, transmitido pela Lifetime; onde aparece ao lado de Mario López e Aimee Garcia.

## Vida pessoal
Em meados de 2011, a atriz começou a namorar com o cantor Prince Royce. No dia 01 de dezembro de 2018, eles se casaram em uma cerimônia privada realizada em San Miguel de Allende no México. Anunciando o acontecido apenas no dia 29 de agosto de 2019. Em março de 2022, o casal anunciou o divórcio. 
O casal possui uma mansão localizada em Studio City, um bairro famoso da cidade de Los Angeles, avaliada em mais de US$ 1,88 milhões de dólares.

## Filmografia

### Televisão
| Ano       | Título                          | Papel                     | Notas            |
| --------- | ------------------------------- | ------------------------- | ---------------- |
| 2010      | Aurora                          | Recepcionista             |                  |
| 2013      | 11-11: En mi cuadra nada cuadra | Elizabeth                 |                  |
| 2014      | Cosita Linda                    | Dulce Rincón              |                  |
| 2015      | Voltea pa' que te enamores      | Stephanie Karam           |                  |
| 2016-2019 | Shadowhunters                   | Isabelle (Izzy) Lightwood | Elenco principal |
| 2021      | With Love                       | Lily Diaz                 | Papel principal  |

### Filme
| Ano  | Título              | Papel          | Notas                |
| ---- | ------------------- | -------------- | -------------------- |
| 2015 | Tattooed Love       | Esmeralda      |                      |
| 2019 | Love in the Sun     | Alana          | Filme para televisão |
| 2021 | Holiday in Santa Fe | Belinda Sawyer | Filme para televisão |